# Buoso
Buoso  è un nome proprio di persona italiano maschile.

## Varianti
- Maschili: Boso[1], Bosone[1]

## Origine e diffusione
Nome comune nel Medioevo, seppur tipico di ambienti aristocratici, è attestato in Toscana sin dal Duecento; è sostanzialmente scomparso nell'onomastica italiana moderna, ma sopravvive sotto forma di cognome (v. Bosio (cognome)).
Probabilmente questo nome fu introdotto in Italia già dai Longobardi, presso i quali però iniziava in "P" (nei documenti pervenutici si trovano forme quali Posso e Possonis); a questo si sovrapposero poi le forme in "B", usate dai Franchi, la prima delle quali (Boso) appare in un documento dell'874.
Alla base si trova il nome germanico Bôso, documentato sin dal VI secolo; la sua radice, derivata dal protoindoeuropeo *bhou, "gonfiare", è interpretabile come "altero", "superbo", "tronfio", un senso che resta nello svedese bös ("superbo", "selvaggio") e nel norvegese baus ("altero"), mentre in tedesco böse significa oggi "cattivo". Il nome germanico passò in francese come Bos, che diviene Boson nei casi obliqui, dai quali deriva la forma italiana "Bosone"; è anche possibile che le forme "Boso" e "Bosone" siano derivate da Ambrogio.

## Onomastico
Con questo nome sono noti un beato Boso o Bosone monaco di Chiaravalle (28 febbraio), e un san Boso priore della Certosa del Delfinato (4 marzo); il loro culto però non è ufficialmente riconosciuto.

## Persone
- Buoso da Duera (o da Dovara), signore di Soncino e di Cremona
- Buoso Donati, fiorentino citato nella Divina Commedia tra i "ladri" all'Inferno
- Buoso Donati il Vecchio, mercante fiorentino

### Variante Bosone

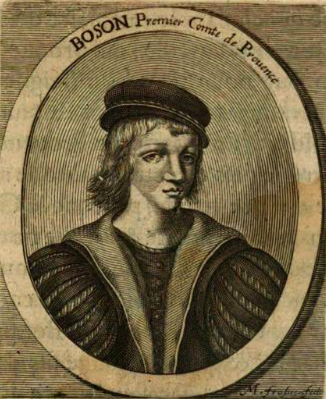
Bosone II di Provenza

- Bosone, religioso e cardinale italiano
- Bosone, vescovo e cardinale italiano
- Bosone I, conte di La Marche
- Bosone II, conte di La Marche e di Périgord
- Bosone III, conte di La Marche
- Bosone I, re di Provenza
- Bosone II, conte di Provenza
- Bosone II, conte di Sabbioneta
- Bosone d'Arles, margravio di Toscana e conte d'Arles
- Bosone di Borgogna, conte della Borgogna Transgiurana
- Bosone I di Challant, visconte di Aosta
- Bosone II di Challant, visconte di Aosta
- Bosone III di Challant, visconte di Aosta
- Bosone IV di Challant, co-visconte di Aosta
- Bosone da Gubbio, politico e scrittore italiano
- Bosone il Vecchio, duca dei Franchi